# Деренковецька сільська рада
Деренкове́цька сільська́ ра́да — адміністративно-територіальна одиниця та орган місцевого самоврядування в Корсунь-Шевченківському районі Черкаської області. Адміністративний центр — село Деренковець.

## Загальні відомості
- Населення ради: 1 780 осіб (станом на 2001 рік)

## Населені пункти
Сільській раді підпорядковані населені пункти:
- с. Деренковець

## Склад ради
Рада складається з 16 депутатів та голови.
- Голова ради: Плохута Ірина Вікторівна
- Секретар ради: Банах Тетяна Петрівна

### Керівний склад попередніх скликань
| Прізвище, ім'я, по батькові | Основні відомості                                                         | Дата обрання | Дата звільнення |
| --------------------------- | ------------------------------------------------------------------------- | ------------ | --------------- |
| Плахута Ірина Вікторівна    | Сільський голова, 1967 року народження, позапартійна                      | 26.03.2006   | 31.10.2010      |
| Плохута Ірина Вікторівна    | Сільський голова, 1967 року народження, освіта вища, член Партії регіонів | 31.10.2010   |                 |

Примітка: таблиця складена за даними сайту Верховної Ради України

### Депутати
За результатами місцевих виборів 2010 року депутатами ради стали:

#### За суб'єктами висування
| Суб'єкт висування            | Кількість обраних депутатів | %    |
| ---------------------------- | --------------------------- | ---- |
| Самовисування                | 9                           | 56,3 |
| Партія регіонів              | 5                           | 31,3 |
| Комуністична партія України  | 1                           | 6,3  |
| Соціалістична партія України | 1                           | 6,3  |

#### За округами
| № округу                     | Прізвище, ім'я, по батькові        | Дата визнання обраним | Освіта  | Партійна приналежність             | Відомості про обраного депутата                             |
| ---------------------------- | ---------------------------------- | --------------------- | ------- | ---------------------------------- | ----------------------------------------------------------- |
| Комуністична партія України  |                                    |                       |         |                                    |                                                             |
| 11                           | Павленко Микола Федорович          | 04.11.2010            | середня | член Партії регіонів               | Районний центр зайнятості, тимчасово не працює              |
| Партія регіонів              |                                    |                       |         |                                    |                                                             |
| 1                            | Леон Світлана Борисівна            | 04.11.2010            | середня | позапартійна                       | тимчасово не працює                                         |
| 2                            | Пузько Надія Андріївна             | 04.11.2010            | вища    | член Партії регіонів               | Деренковецька с/ради, землевпорядник                        |
| 5                            | Мельник Тетяна Миколаївна          | 04.11.2010            | вища    | позапартійна                       | пенсіонер                                                   |
| 7                            | Березовський Микола Васильович     | 04.11.2010            | середня | позапартійний                      | ДП"Корсунь Шевченківське лісове господарство", майстер лісу |
| 12                           | Бурлака Антоніна Андріївна         | 04.11.2010            | середня | член Партії регіонів               | Відділння зв'язку, листоноша                                |
| Соціалістична партія України |                                    |                       |         |                                    |                                                             |
| 4                            | Грубий Іван Іванович               | 04.11.2010            | середня | член Соціалістичної партії України | пенсіонер                                                   |
| Самовисування                |                                    |                       |         |                                    |                                                             |
| 3                            | Банах Тетяна Петрівна              | 04.11.2010            | вища    | позапартійна                       | Деренковецька с/рада, секретар                              |
| 6                            | Вовчанівський Віктор Володимирович | 04.11.2010            | вища    | позапартійний                      | приватний підприємець                                       |
| 8                            | Слюсар Тетяна Олександрівна        | 04.11.2010            | вища    | позапартійна                       | Корсунь-Шевченк. проф.агр. ліцей, викладач біології         |
| 9                            | Михайльонко Лариса Павлівна        | 04.11.2010            | вища    | позапартійна                       | Дитяча установа, вихователь                                 |
| 10                           | Губенко Віктор Іванович            | 04.11.2010            | середня | позапартійний                      | ГЗПЦС Корс.- Шевчен. відділ служби охорони, водій           |
| 13                           | Заєць Михайло Петрович             | 04.11.2010            | вища    | позапартійний                      | Деренковецька ДВЛ, ветлікар                                 |
| 14                           | Шевченко Семен Данилович           | 04.11.2010            | середня | позапартійний                      | пенсіонер                                                   |
| 15                           | Сокольський Анатолій Миколайович   | 04.11.2010            | середня | позапартійний                      | ЗАТ НВФ «Урожай», єгер                                      |
| 16                           | Дика Любов Василівна               | 04.11.2010            | середня | позапартійна                       | тимчасово не працює                                         |